# Самолёт вертикального взлёта и посадки

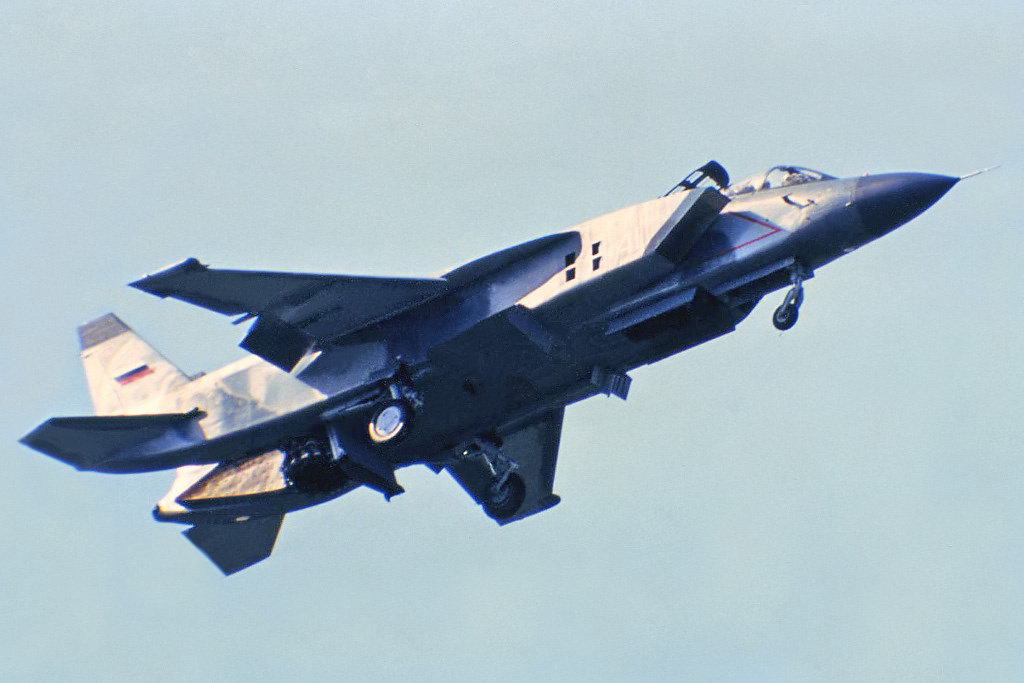
Як-141

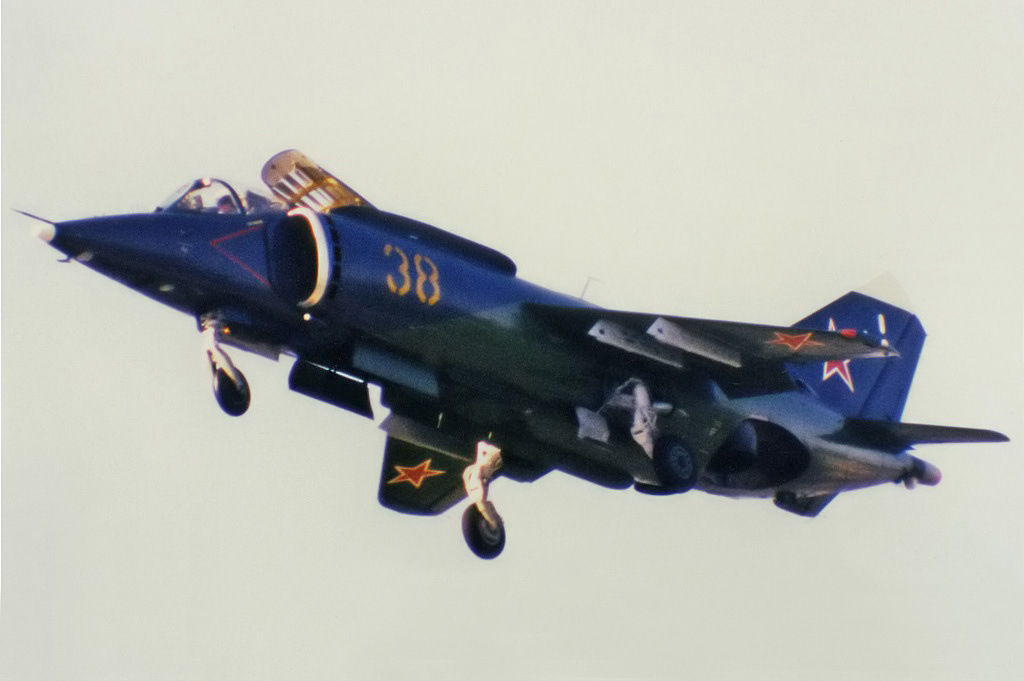
Як-38

Самолёт вертикального взлёта и посадки (СВВП; англ. VTOL, Vertical Take-Off and Landing) — самолёт, способный взлетать и садиться при нулевой горизонтальной скорости, используя тягу двигателя, направленную вертикально.
Принципиальным отличием СВВП от различных винтокрылых машин является то, что в режиме горизонтального полёта на крейсерской скорости, как и у самолёта традиционной схемы, подъёмную силу создаёт неподвижное крыло.
FAA определяет СВВП как «летательный аппарат тяжелее воздуха, способный к вертикальному взлёту и посадке, полёту на малых скоростях, который на указанных режимах использует устройства для создания подъёмной силы, приводимые двигателем или непосредственно тягу двигателя: а в режиме горизонтального полёта для создания подъёмной силы использует неподвижное крыло или крылья». Существуют, однако, различные подходы к классификации СВВП и отнесения различных летательных аппаратов к этой группе.
Условно (исходя из принципа создания подъёмной силы на вертикальных режимах) существующие СВВП можно разделить на аппараты, использующие энергию газовой струи реактивного двигателя — реактивные (например McDonnell Douglas AV-8 Harrier II, Як-38) — и другие аппараты, использующие вертикальную тягу воздушных винтов различной конструкции и схемы их расположения — винтовые СВВП разной конструкции, конвертопланы (например Bell V-22 Osprey). Есть и более сложные схемы: например американский истребитель-бомбардировщик 5-го поколения F-35B снабжён специальным подъемным вентилятором, приводимым в движение реактивным двигателем, через систему редукторов.

## По компоновочной схеме
По положению фюзеляжа при взлёте и посадке.
- Вертикальное положение (так называемый tailsitter):
  - с винтами (пример: Convair XFY Pogo, Lockheed XFV);
  - реактивные;
    - с прямым использованием тяги от маршевого реактивного двигателя (пример — X-13 Vertijet);
    - с кольцевым крылом (колеоптер);
- Горизонтальное положение:
  - с винтами;
    - с поворотным крылом и винтами (ХС-142);
    - с поворотными винтами/вентиляторами на конце крыла (V-22 Osprey, Bell X-22);
    - с отклонением струи от винтов;

  - реактивные;
    - с поворотными двигателями (Bell D-188);
    - с отклонением струи газов маршевого реактивного двигателя (Hawker Siddeley Harrier);
    - с подъёмными двигателями (Dassault Mirage IIIV);

## История создания и развития СВВП
Разработка самолётов ВВП началась впервые в 1909 году русским инженером Борисом Григорьевичем Луцким. Идея была осуществлена в его первом самолёте. В 1950-х годах, когда был достигнут соответствующий технический уровень турбореактивного и турбовинтового двигателестроения, это вызвало повсеместную заинтересованность в самолётах этого типа как среди потенциальных военных пользователей, так и в конструкторских бюро. Значительным импульсом в пользу развития СВВП послужило и широкое распространение в ВВС различных стран скоростных реактивных истребителей с высокими взлётными и посадочными скоростями. Такие боевые самолёты требовали длинных взлётно-посадочных полос с твёрдым покрытием: было очевидно, что в случае масштабных военных действий значительная часть этих аэродромов, особенно прифронтовых, будет быстро выведена из строя противником. Таким образом, военные заказчики были заинтересованы в самолётах, взлетающих и садящихся вертикально на любую небольшую площадку, то есть фактически независимых от аэродромов. В значительной мере благодаря такой заинтересованности представителей армии и флота ведущих мировых держав были созданы десятки опытных самолётов ВВП разных систем. Большинство конструкций было изготовлено в 1-2 экземплярах, которые, как правило, терпели аварии уже во время первых испытаний, и дальнейшие исследования над ними уже не проводились. Техническая комиссия НАТО, огласившая в июне 1961 года требования к истребителю-бомбардировщику вертикального взлёта и посадки, дала тем самым импульс развитию сверхзвуковых самолётов ВВП в западных странах. Предполагалось, что в 1960-х — 70-х годах странам НАТО потребуется около 5 тыс. таких самолётов, из которых первые войдут в эксплуатацию уже в 1967 году. Прогноз такого большого количества продукции вызвал появление нескольких проектов самолётов ВВП:

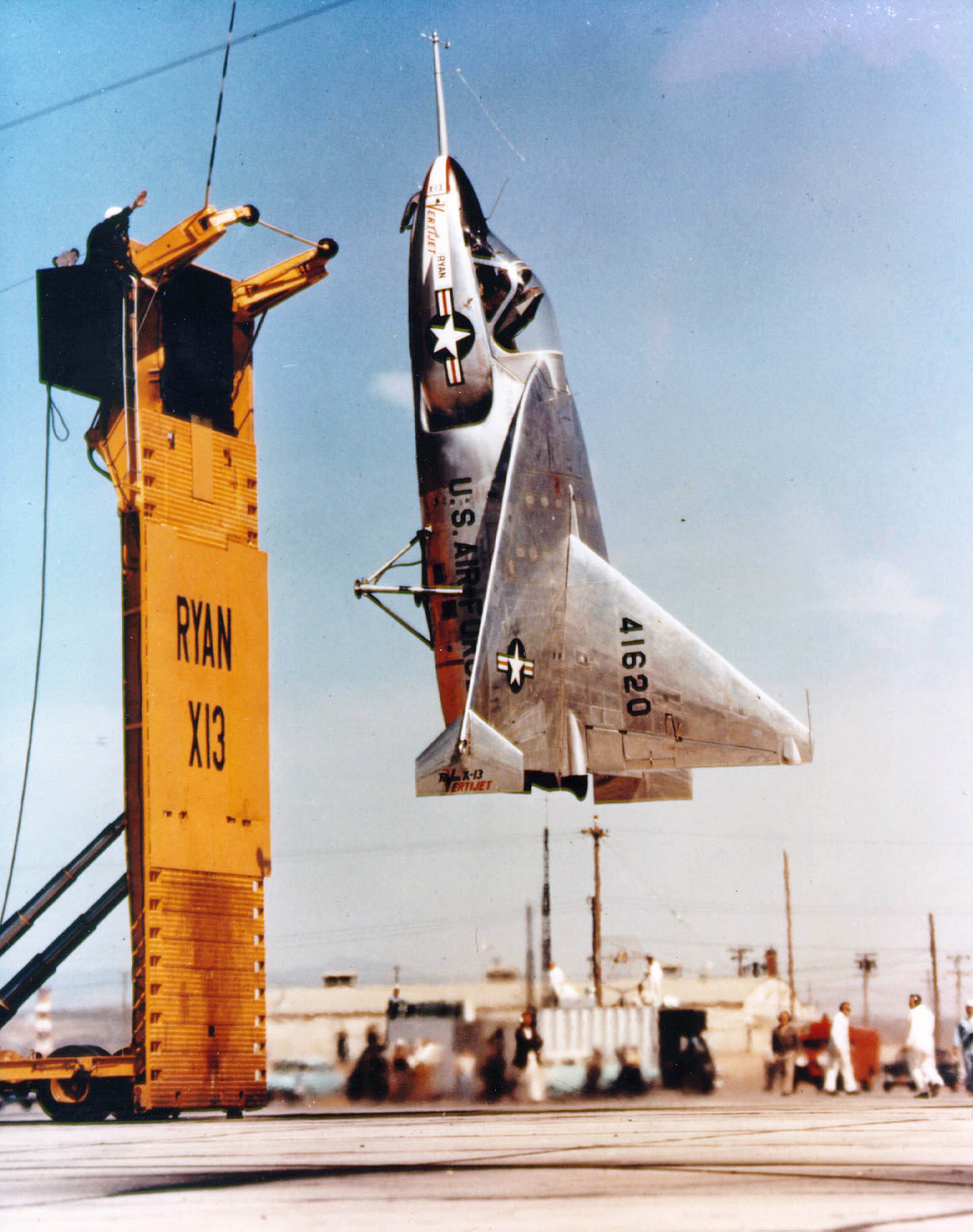
Ryan X-13 Vertijet, созданный по схеме «взлёт с хвоста»

- P.1150 английской фирмы «Хоукер-Сиддли» и западногерманской «Фокке-Вульф»;
- Dornier Do 31 созданный в ФРГ предприятием Dornier;
- VJ-101 западногерманского Южного Объединения «EWR-Зюд» («Бельков», «Хейнкель», «Мессершмитт»);
- D-24 нидерландской фирмы «Фоккер» и американской «Рипаблик»;
- G-95 итальянской фирмы «Фиат»;
- Мираж III V французской фирмы «Дассо»;
- F-104G в варианте ВВП американской фирмы «Локхид» совместно с английскими фирмами «Шорт» и «Роллс-Ройс».

После того как все проекты были утверждены, должен был состояться конкурс, в котором из всех предложенных должны были выбрать лучший проект для запуска в серийное производство, однако ещё до предоставления проектов на конкурс стало ясно, что он не состоится. Оказалось, что каждое государство имеет свою собственную, отличную от других концепцию будущего самолёта и не согласится на монополию одной фирмы или группы фирм. Например, английские военные поддержали не свои фирмы, а французский проект, ФРГ поддержала проект фирмы «Локхид» и так далее. Однако итоговой каплей стало сообщение Франции, заявившей, что независимо от результатов конкурса будет работать над своим проектом самолёта «Мираж» III V.
Политические, технические и тактические проблемы повлияли на изменение концепции комиссии НАТО, которая разрабатывала новые требования. Началось создание многоцелевых самолётов. В этой ситуации только два из представленных проектов вышли из стадии предварительного проектирования: самолёт «Мираж» III V, финансируемый французским правительством, и самолёт VJ-101C, финансируемый западногерманской промышленностью. Эти самолёты были изготовлены соответственно в 3 и 2 экземплярах и подверглись испытаниям (4 из них погибли в катастрофах) до 1966 и 1971 годов. В 1971 году по заказу командования авиации ВМС США начались работы над третьим сверхзвуковым самолётом ВВП в западных странах — американским XFV-12A.
В итоге, лишь созданный и производимый СВВП Си Харриер активно и успешно применялся, в том числе во время Фолклендской войны.
Современной разработкой СВВП является американский F-35, истребитель поколения 4++. В вопросе разработки F-35 в качестве СВВП компания Локхид Мартин применила ряд технологических решений, реализованных в Як-141.

### Программа СВВП в СССР и России
Первым советским самолётом вертикального взлёта и посадки стал Як-36. Разработка его велась в КБ Яковлева с 1960 года под руководством С. Г. Мордовина. В ходе испытаний сначала был построен и испытан летающий стенд «Турболёт», на котором отрабатывались вертикальные режимы полёта. Ведущими лётчиками-испытателями по программе Як-36 были Ю. А. Гарнаев и В. Г. Мухин. 24 марта 1966 года лётчик Мухин впервые выполнил полёт с вертикальным взлётом, переходом в горизонтальный полёт и вертикальной посадкой. В 1967 году во время демонстрационных полётов над подмосковным аэродромом «Домодедово» были показаны три сверхзвуковых самолёта КВП (короткого взлёта и посадки): конструкции А. И. Микояна (МиГ-23ПД), П. О. Сухого (Т-58ВД и Т-6-1) и один СВВП конструкции А. С. Яковлева — Як-36. Дальнейшим его развитием стал самолёт Як-38, за которым последовали Як-141 и проект его модификации Як-43. В 1990-е годы разрабатывался проект самолёта Як-201.
В 2022 году стало известно о том, что в России компанией «Эколибри» разрабатывается электрический самолёт вертикального взлёта и посадки. Сообщается, что вместимость перспективного самолёта составит до 5 человек.

## Преимущества и недостатки СВВП
История развития самолётов ВВП показывает, что до настоящего времени они создавались почти исключительно для военной авиации. Преимущества СВВП для военного применения очевидны. Самолёт ВВП может базироваться на площадках, размеры которых ненамного превышают его габариты. Кроме способности вертикального взлёта и посадки, самолёты ВВП обладают дополнительными преимуществами, а именно возможностью зависания, разворота в этом положении и полёта в боковом направлении в зависимости от используемых двигательной установки и системы управления. По отношению к другим вертикально взлетающим летательным аппаратам (например, вертолётам) — СВВП обладают несравненно бо́льшими, вплоть до сверхзвуковых (Як-141) — скоростями и в целом преимуществами, свойственными летательным аппаратам с неподвижным крылом. Всё это привело к увлечению идеей вертикально взлетающего самолёта, своего рода «буму СВВП» в инженерно-конструкторской и в целом авиационной областях в 1960—1970-е годы. 

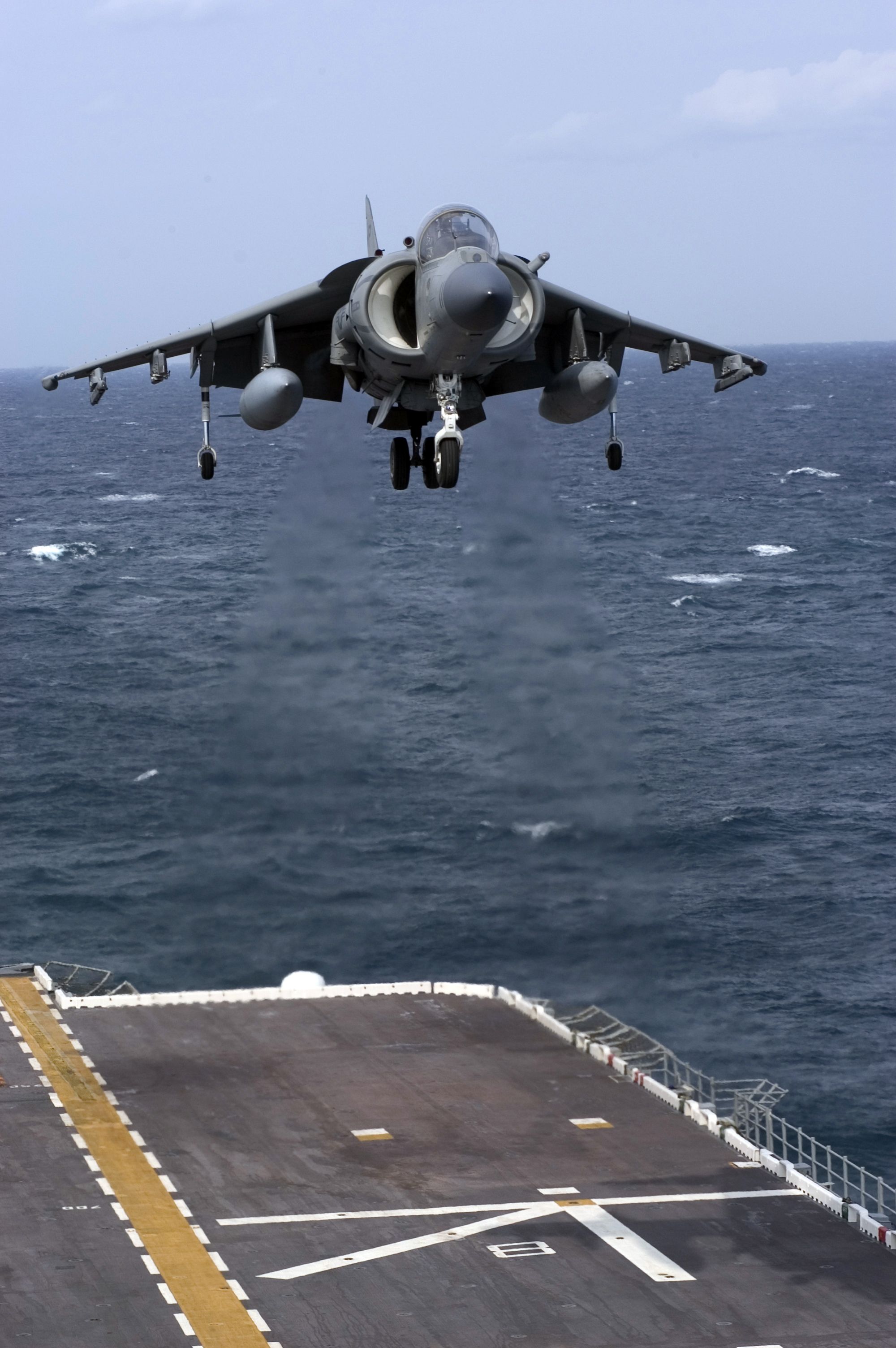
Посадка СВВП AV-8B Harrier II. Видны газовые струи вертикальной тяги

 Прогнозировалось широкое распространение этого типа машин, предлагалось множество проектов военных и гражданских, боевых, транспортных и пассажирских СВВП различных конструкций (типичный для 70-х годов пример проекта пассажирского лайнера СВВП — Hawker Siddeley HS-141).
Однако недостатки СВВП также оказались значительными. Пилотирование этого типа машин весьма сложно для лётчика и требует от него высочайшей квалификации в технике пилотирования. Особенно это сказывается в полёте на режимах висения и переходных — в моменты перехода из висения в горизонтальный полёт и обратно. Фактически, пилот реактивного СВВП должен перенести подъёмную силу, и, соответственно, вес машины — с крыла на вертикальные газовые струи тяги или наоборот.
Такая особенность техники пилотирования ставит сложные задачи перед пилотом СВВП. Кроме того, в режиме висения и переходных режимах СВВП в целом неустойчивы, подвержены боковому скольжению, большую опасность в эти моменты представляет возможный отказ подъёмных двигателей (такой отказ нередко служил причиной аварий серийных и экспериментальных СВВП).
Также к недостаткам можно отнести значительно меньшую в сравнении с самолётами обычной схемы грузоподъёмность и дальность полёта СВВП, большой расход топлива на вертикальных режимах полёта, общую сложность и дороговизну конструкции СВВП, разрушение покрытий взлётно-посадочных площадок горячим газовым выхлопом двигателей.
Указанные факторы, а также резкое повышение на мировом рынке цен на нефть (и, соответственно, авиационное топливо) в 70-х привели к практическому прекращению разработок в области пассажирских и транспортных реактивных СВВП.
Из множества предложенных проектов реактивных транспортных СВВП практически был завершён и испытан лишь один самолёт Dornier Do 31, однако и эта машина серийно не строилась. Исходя из всего вышеизложенного, перспективы широких разработок и массового применения реактивных СВВП очень сомнительны. В то же время, существует современная конструкторская тенденция к отходу от традиционной реактивной схемы в пользу СВВП с винтомоторной группой (чаще — конвертопланов): в частности, к таким машинам относится производящийся серийно в настоящее время Bell V-22 Osprey и разрабатываемый на его основе Bell/Agusta BA609 .